# Volta à Polónia de 2014
A 71.ª edição da Volta à Polónia disputou-se entre 3 e 9 de agosto de 2014, com um percurso de 1251 km distribuídos em sete etapas, com início em Gdańsk e final na Cracóvia.
O percurso incluiu quatro etapas em maior medida planas, duas chegadas em alto (uma fora de fronteiras já que a quinta etapa finalizou na Eslováquia) e uma contrarrelógio individual.
A carreira fez parte do UCI World Tour de 2014.
O ganhador final foi Rafał Majka, quem também fez-se com duas etapas. Acompanharam-lhe no pódio os espanhóis Íon Izagirre e Beñat Intxausti, respectivamente, ambos da Movistar.
Nas classificações secundárias triunfaram Maciej Paterski (montanha), Yauheni Hutarovich (pontos), Matthias Krizek (sprints) e Movistar (equipas).

## Equipas participantes
Tomaram parte na carreira 21 equipas: os 18 de categoria UCI Pro Team (ao ser obrigada a sua participação); mais 2 de categoria Profissional Continental mediante convite da organização (CCC Polsat Polkowice e RusVelo); e uma selecção da Polónia (com corredores de equipas de categoria Continental) baixo o nome de Reprezentacja Polski. Formando assim um pelotão de 167 corredores de 8 ciclistas a cada equipa, dos que acabaram 131. As equipas participantes foram:
| Equipa                               | Cód. UCI | Categoria                | Chefe de bichas                      |
| ------------------------------------ | -------- | ------------------------ | ------------------------------------ |
| Orica GreenEDGE                      | OGE      | UCI Pro Team             | Pieter Weening Michael Matthews      |
| Omega Pharma-Quick Step Cycling Team | OPQ      | UCI Pro Team             | Thomas De Gendt                      |
| Tinkoff-Saxo                         | TCS      | UCI Pro Team             | Rafał Majka                          |
| Team Sky                             | SKY      | UCI Pro Team             | Edvald Boasson Hagen                 |
| Astana Pro Team                      | AST      | UCI Pro Team             | Fabio Aru                            |
| Garmin Sharp                         | GRS      | UCI Pro Team             | Ryder Hesjedal                       |
| Lampre-Merida                        | LAM      | UCI Pro Team             | Przemysław Niemiec Damiano Cunego    |
| BMC Racing Team                      | BMC      | UCI Pro Team             | Samuel Sánchez Thor Hushovd          |
| Trek Factory Racing                  | TFR      | UCI Pro Team             | Julián Arredondo                     |
| Cannondale                           | CAN      | UCI Pro Team             | Moreno Moser                         |
| Team Katusha                         | KAT      | UCI Pro Team             | Eduard Vorganov                      |
| Belkin-Pro Cycling Team              | BEL      | UCI Pro Team             | Robert Gesink                        |
| Movistar Team                        | MOV      | UCI Pro Team             | Íon Izagirre Beñat Intxausti         |
| Team Giant-Shimano                   | GIA      | UCI Pro Team             | Warren Barguil Luka Mezgec           |
| Lotto Belisol                        | LTB      | UCI Pro Team             | Maxime Monfort                       |
| AG2R La Mondiale                     | ALM      | UCI Pro Team             | Christophe Riblon Yauheni Hutarovich |
| Fdj.fr                               | FDJ      | UCI Pro Team             | Alexandre Geniez                     |
| Team Europcar                        | EUC      | UCI Pro Team             | Christophe Kern                      |
| CCC Polsat Polkowice                 | CCC      | Profissional Continental | Davide Rebellin                      |
| RusVelo                              | RVL      | Profissional Continental | Sergey Lagutin                       |
| Reprezentacja Polski                 |          | Selecção nacional        | Kamil Gradek                         |

## Etapas
As primeiras três etapas foram planas sem apresentar dificuldades. A 4.ª etapa saiu de Tarnów e terminour em Katowice completando 4 voltas a um circuito na cidade. A 5.ª etapa foi a primeira com final em alto. Saindo de Zakopane, aos 17 km onde cruzou a fronteira entrando na Eslováquia. Já nos Altos Tatras, ascendeu-se ao lago Štrbské pleso numa subida de 10 km com 4,5 % de pendente. Depois de coroar entrou-se num circuito de 25 km ao que completou-se 2 voltas que incluem 2 ascensões mais ao lago Štrbské pleso, para finalizar na população do mesmo nome.
A 6.ª etapa foi o segundo final em alto da carreira. Correu-se nos arredores da villa turística de Bukowina Tatrzańska nos Altos Tatra. Partindo em dita villa, passou por Poronin e depois a Zakopane, onde completou 3 voltas a um circuito de 5 km, para depois retornar a Poronin e entrar em outro circuito de 38 km ao que completou 4 voltas. Neste circuito tiveram 3 ascensões; Zab (4,5 km ao 5,8 %), Ściana Bukovina (5,5 km ao 5,6 %) e a ascensão à villa Bukowina Tatrzańska (5 km ao 4,4 %) onde na quarta volta finaliza a etapa.
A carreira finaliza com uma contrarrelógio plana de 25 km.
| Etapa | Data        | Percurso                                | km       | Ganhador            | Líder              |
| ----- | ----------- | --------------------------------------- | -------- | ------------------- | ------------------ |
| 1.ª   | 3 de agosto | Gdansk- Bydgoszcz                       | 226      | Yauheni Hutarovich  | Yauheni Hutarovich |
| 2.ª   | 4 de agosto | Toruń-Varsovia                          | 226      | Petr Vakoč          | Petr Vakoč         |
| 3.ª   | 4 de agosto | Kielce-Rzeszów                          | 174      | Theo Bos            | Petr Vakoč         |
| 4.ª   | 6 de agosto | Tarnów-Katowice                         | 236      | Jonas Van Genechten | Petr Vakoč         |
| 5.ª   | 7 de agosto | Zakopane- Štrbské pleso                 | 190      | Rafał Majka         | Petr Vakoč         |
| 6.ª   | 8 de agosto | Bukowina Tatrzańska-Bukowina Tatrzańska | 174      | Rafał Majka         | Rafał Majka        |
| 7.ª   | 9 de agosto | Cracóvia-Cracóvia                       | 25 (CRI) | Kristof Vandewalle  | Rafał Majka        |

## Classificações finais

### Classificação geral
| Posição | Ciclista           | Equipa                  | Tempo            |
| ------- | ------------------ | ----------------------- | ---------------- |
|         | Rafał Majka        | Tinkoff-Saxo            | 30 h 16 min 18 s |
| 2º      | Íon Izagirre       | Movistar                | a 8 s            |
| 3º      | Beñat Intxausti    | Movistar                | a 22 s           |
| 4º      | Christophe Riblon  | AG2R La Mondiale        | a 34 s           |
| 5º      | Przemysław Niemiec | Lampre-Merida           | a 1 min 20 s     |
| 6º      | Andrey Amador      | Movistar                | a 1 min 21 s     |
| 7º      | Philip Deignan     | Sky                     | a 1 min 24 s     |
| 8º      | Robert Gesink      | Belkin                  | a 1 min 41 s     |
| 9º      | Dominik Nerz       | BMC Racing              | a 1 min 42 s     |
| 10º     | Petr Vakoč         | Omega Pharma-Quick Step | a 1 min 49 s     |

### Classificação da montanha
| Posição | Ciclista             | Equipa               | Pontos |
| ------- | -------------------- | -------------------- | ------ |
|         | Maciej Paterski      | CCC Polsat Polkowice | 81     |
| 2º      | Sergey Lagutin       | RusVelo              | 24     |
| 3º      | Lars Petter Nordhaug | Belkin               | 20     |
| 4º      | Warren Barguil       | Giant-Shimano        | 19     |
| 5º      | Alexis Vuillermoz    | AG2R La Mondiale     | 18     |

### Classificação por pontos
| Posição | Ciclista           | Equipa           | Pontos |
| ------- | ------------------ | ---------------- | ------ |
|         | Yauheni Hutarovich | AG2R La Mondiale | 66     |
| 2º      | Michael Matthews   | Orica GreenEDGE  | 58     |
| 3º      | Íon Izagirre       | Movistar         | 50     |
| 4º      | Rafał Majka        | Tinkoff-Saxo     | 48     |
| 5º      | Beñat Intxausti    | Movistar         | 44     |

### Classificação dos sprints
| Posição | Ciclista        | Equipa                  | Pontos |
| ------- | --------------- | ----------------------- | ------ |
|         | Matthias Krizek | Cannondale              | 11     |
| 2º      | Petr Vakoč      | Omega Pharma-Quick Step | 6      |
| 3º      | Paweł Bernas    | Reprezentacja Polski    | 6      |
| 4º      | Mateusz Taciak  | CCC Polsat Polkowice    | 6      |
| 5º      | Maciej Paterski | CCC Polsat Polkowice    | 5      |

### Classificação por equipas
| Posição | Equipa                  | Tempo            |
| ------- | ----------------------- | ---------------- |
|         | Movistar                | 90 h 49 min 47 s |
| 2º      | Omega Pharma-Quick Step | a 3 min 56 s     |
| 3º      | BMC Racing              | a 5 min 46 s     |
| 4º      | AG2R La Mondiale        | a 8 min 07 s     |
| 5º      | Cannondale              | a 11 min 22 s    |

## Evolução das classificações
| Etapa (Vencedor)                     | Classificação geral Żoułta koszulka | Classificação da montanha Klasyfikacja górska | Classificação por pontos Klasyfikacja punktowa | Classificação dos sprints Klasyfikacja najaktywniejszych | Classificação por equipas Klasyfikacja drużynowa |
| ------------------------------------ | ----------------------------------- | --------------------------------------------- | ---------------------------------------------- | -------------------------------------------------------- | ------------------------------------------------ |
| 1.ª etapa (Yauheni Hutarovich)       | Yauheni Hutarovich                  | Maciej Paterski                               | Yauheni Hutarovich                             | Jimmy Engoulvent                                         | Omega Pharma-Quick Step                          |
| 2.ª etapa (Petr Vakoč)               | Petr Vakoč                          | Maciej Paterski                               | Yauheni Hutarovich                             | Petr Vakoč                                               | Omega Pharma-Quick Step                          |
| 3.ª etapa (Theo Bos)                 | Petr Vakoč                          | Maciej Paterski                               | Yauheni Hutarovich                             | Petr Vakoč                                               | Omega Pharma-Quick Step                          |
| 4.ª etapa (Jonas Van Genechten)      | Petr Vakoč                          | Mateusz Taciak                                | Yauheni Hutarovich                             | Matthias Krizek                                          | Omega Pharma-Quick Step                          |
| 5.ª etapa (Rafał Majka)              | Petr Vakoč                          | Maciej Paterski                               | Yauheni Hutarovich                             | Matthias Krizek                                          | Movistar                                         |
| 6.ª etapa (Rafał Majka)              | Rafał Majka                         | Maciej Paterski                               | Yauheni Hutarovich                             | Matthias Krizek                                          | Movistar                                         |
| 7.ª etapa (CRI) (Kristof Vandewalle) | Rafał Majka                         | Maciej Paterski                               | Yauheni Hutarovich                             | Matthias Krizek                                          | Movistar                                         |
| Final                                | Rafał Majka                         | Maciej Paterski                               | Yauheni Hutarovich                             | Matthias Krizek                                          | Movistar                                         |

## UCI World Tour
A Volta a Polónia outorgou pontos para o UCI World Tour de 2014, somente para corredores de equipas UCI Pro Team. As seguintes tabelas são o barómetro de pontuação e os corredores que obtiveram pontos:
| Posição             | 1º  | 2º | 3º | 4º | 5º | 6º | 7º | 8º | 9º | 10º |
| Classificação geral | 100 | 80 | 70 | 60 | 50 | 40 | 30 | 20 | 10 | 4   |
| Por etapa           | 6   | 4  | 2  | 1  | 1  |    |    |    |    |     |

| Ciclista           | Equipo                  | Pontos |
| ------------------ | ----------------------- | ------ |
| Rafał Majka        | Tinkoff-Saxo            | 112    |
| Íon Izagirre       | Movistar                | 84     |
| Beñat Intxausti    | Movistar                | 78     |
| Christophe Riblon  | AG2R La Mondiale        | 61     |
| Przemysław Niemiec | Lampre-Merida           | 51     |
| Andrey Amador      | Movistar                | 40     |
| Philip Deignan     | Sky                     | 30     |
| Robert Gesink      | Belkin                  | 20     |
| Dominik Nerz       | BMC Racing              | 10     |
| Petr Vakoč         | Omega Pharma-Quick Step | 10     |

| Resto de corredores | Resto de corredores     | Resto de corredores | Resto de corredores |
| ------------------- | ----------------------- | ------------------- | ------------------- |
| Ciclista            | Equipo                  | Pontos              |                     |
| Yauheni Hutarovich  | AG2R La Mondiale        | 8                   |                     |
| Michael Matthews    | Orica GreenEDGE         | 6                   |                     |
| Theo Bos            | Belkin                  | 6                   |                     |
| Luka Mezgec         | Giant-Shimano           | 6                   |                     |
| Jonas Van Genechten | Lotto Belisol           | 6                   |                     |
| Kristof Vandewalle  | Trek Factory Racing     | 6                   |                     |
| Jacopo Guarnieri    | Astana                  | 4                   |                     |
| Adriano Malori      | Movistar                | 4                   |                     |
| Manuele Mori        | Lampre-Merida           | 2                   |                     |
| Boris Vallée        | Lotto Belisol           | 2                   |                     |
| Sacha Modolo        | Lampre-Merida           | 2                   |                     |
| Steve Cummings      | BMC Racing              | 2                   |                     |
| Marco Haller        | Katusha                 | 1                   |                     |
| Guillaume Boivin    | Cannondale              | 1                   |                     |
| Ramon Sinkeldam     | Giant-Shimano           | 1                   |                     |
| Thor Hushovd        | BMC Racing              | 1                   |                     |
| Gianluca Brambilla  | Omega Pharma-Quick Step | 1                   |                     |
| Warren Barguil      | Giant-Shimano           | 1                   |                     |
| Steve Morabito      | BMC Racing              | 1                   |                     |
| Gorka Izagirre      | Movistar                | 1                   |                     |

## Ligações Externas
- Web oficial da Volta à Polónia
- Volta à Polónia (web oficial do UCI WorldTour)
- Volta à Polónia 2014 (web oficial da UCI)